# Giovanni Battista Botticchio
Giovanni Battista Botticchio (Crema, 1619 – 1666) è stato un pittore italiano.
Nato a Crema, fu allievo di Gian Giacomo Barbelli. Dipinse un'Incoronazione della Vergine con i Santi Andrea e Zeno (1647) per la chiesa parrocchiale di Capralba. Eseguì una Crocifissione e Santi (1648) per l'abside della chiesa di San Benedetto Abate a Crema, dove ha anche affrescato la Cappella di San Giuseppe. Dipinse anche un Santi Domenico e Pietro Martire ritrovato nella Curia Vescovile di Crema, una Pietà oggi all'Accademia Tadini di Lovere . Ha anche affrescato la Cappella della Beata Vergine nella chiesa parrocchiale di Corte Madama, considerata il suo capolavoro. Nella pinacoteca di Orzinuovi è anche conservata un'Assunzione.
Il Botticchio è considerato tra i più importanti pittori lombardi del Seicento ed ebbe a bottega Giovanni Battista Lucini.